# Lesbois
Lesbois település Franciaországban, Mayenne megyében. Lakosainak száma 184 fő (2022. január 1.). Lesbois Gorron, Saint-Aubin-Fosse-Louvain és Passais Villages községekkel határos.

## Népesség
A település népességének változása:
| Lakosok száma | 336  | 254  | 200  | 195  | 196  | 194  | 194  | 194  | 194  | 184  |
|               | 1968 | 1982 | 1990 | 2006 | 2013 | 2015 | 2017 | 2019 | 2020 | 2022 |